# Église Saint-Vincent des Baux
Pour les églises ayant le même vocable, voir Église Saint-Vincent.
L'église Saint-Vincent, de style roman, est l'église paroissiale du village des Baux-de-Provence, dans le département français des Bouches-du-Rhône et la région Provence-Alpes-Côte d'Azur.

## Localisation
En partie creusée dans le roc, l'église donne sur la place Saint-Vincent, plantée d'ormes et de micocouliers.

## Historique
Construite entre le XIIe et le XVIe siècles, l'église est dédiée à Vincent de Saragosse, un saint né en Espagne au IIIe siècle et qui occupait les fonctions de diacre de l'évêque Valère. Il fut victime des persécutions anti-chrétiennes du début du IVe siècle.
L'église des Baux a été classée au nombre des monuments historiques le 12 juillet 1886. Elle n'est devenue église paroissiale qu'en 1481, avec l'abandon de l'église Saint-André située dans le vallon de la Fontaine, au pied des Baux.

## Description

### Extérieur

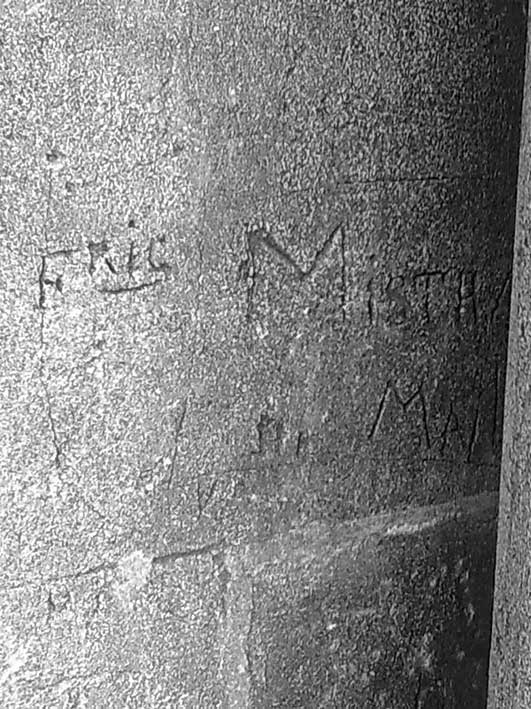
Inscription sur la façade de l'église.

De style roman, Saint-Vincent présente une surface quasiment carrée. L'édifice se compose de trois nefs. Une travée a été ajoutée en 1609. L'église et son escalier extérieur ont été restaurés en 1862 par l'architecte Henri Révoil. Si l'on s'approche de la colonne la plus proche du portail, sur la droite du portail, sous cette colonne, on remarque la présence d'une inscription faite au couteau : FRIC. MISTRAL. Authentique ou non ? Toujours est-il que le plus illustre des auteurs provençaux du XIXe siècle est sans doute venu ici des dizaines voire des centaines de fois et qu'il a prénommé Vincèn (Vincent) l'amoureux de sa Mirèio (Mireille).
Sur la gauche du bâtiment, une tour circulaire coiffée de gargouilles se dresse. On la connaît sous le nom de lanterne des morts. Quand un habitant des Baux mourait, une flamme y était allumée.

### Intérieur

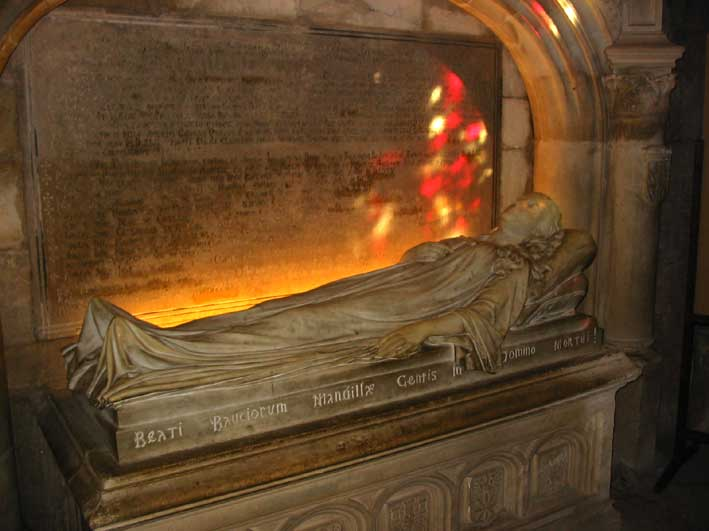
Cénotaphe de Manville.

Dans la nef de gauche, dans la troisième chapelle, l'œil est immédiatement attiré par la présence d'un cénotaphe surmonté d'un gisant. Malgré son aspect ancien, celui-ci ne date que de 1906. Il est dédié à la famille de Manville, dont l'ancêtre, Claude de Manville, époux de Philippine de Brion, a fait ériger cette chapelle vers 1540 aux frais de sa famille. Les trois chapelles de gauche, depuis l'entrée, sont nommées Saint-Marc, Saint-Sébastien et Sainte-Croix. Cette dernière est celle des Manville.
La nef de droite compte elle aussi trois chapelles. On peut y observer la présence d'une cuve baptismale taillée au XVIIIe siècle. Une autre cuve baptismale, située dans la chapelle suivante, creusée dans le roc, pourrait être encore plus ancienne. C'est là, semble-t-il, que l'on procédait à l'antique cérémonie du baptême des nouveau-nés par immersion.
Enfin, dans la nef centrale, haute de douze mètres et datant du XIIe siècle, on peut observer sur un pilier une pierre tombale dressée. Elle figure un personnage dans une position de prière, à genoux et les mains jointes. Le style est médiéval et une date y figure : 7 octobre 1467, mort du défunt représenté. Le texte en latin de l'Ave Maria fait le tour de la pierre.
Les vitraux, offerts par le prince Rainier de Monaco, sont l'œuvre du maître-verrier Max Ingrand. 

## Restauration
Les travaux de restauration menés en 1862 par Henri Révoil révélèrent sous une chapelle démolie la présence d'un ossuaire de 4 m2. Il se situait à l'emplacement de l'actuel escalier d'accès au bâtiment.
Des fouilles faites en face du maître-autel ont mis au jour un corps qui semblait avoir bénéficié d'une toilette mortuaire poussée et tenant dans ses mains un livre de piété. Lorsqu'on tenta d'ôter le tout, il tomba en poussières et se révéla irrécupérable.
On trouva aussi le corps d'une jeune fille à la chevelure blonde abondante qui lui valurent le surnom de Cabeladuro d'or (« chevelure d'or » en provençal). Il est toujours visible au Museon Arlaten d'Arles.

## Galerie de photos

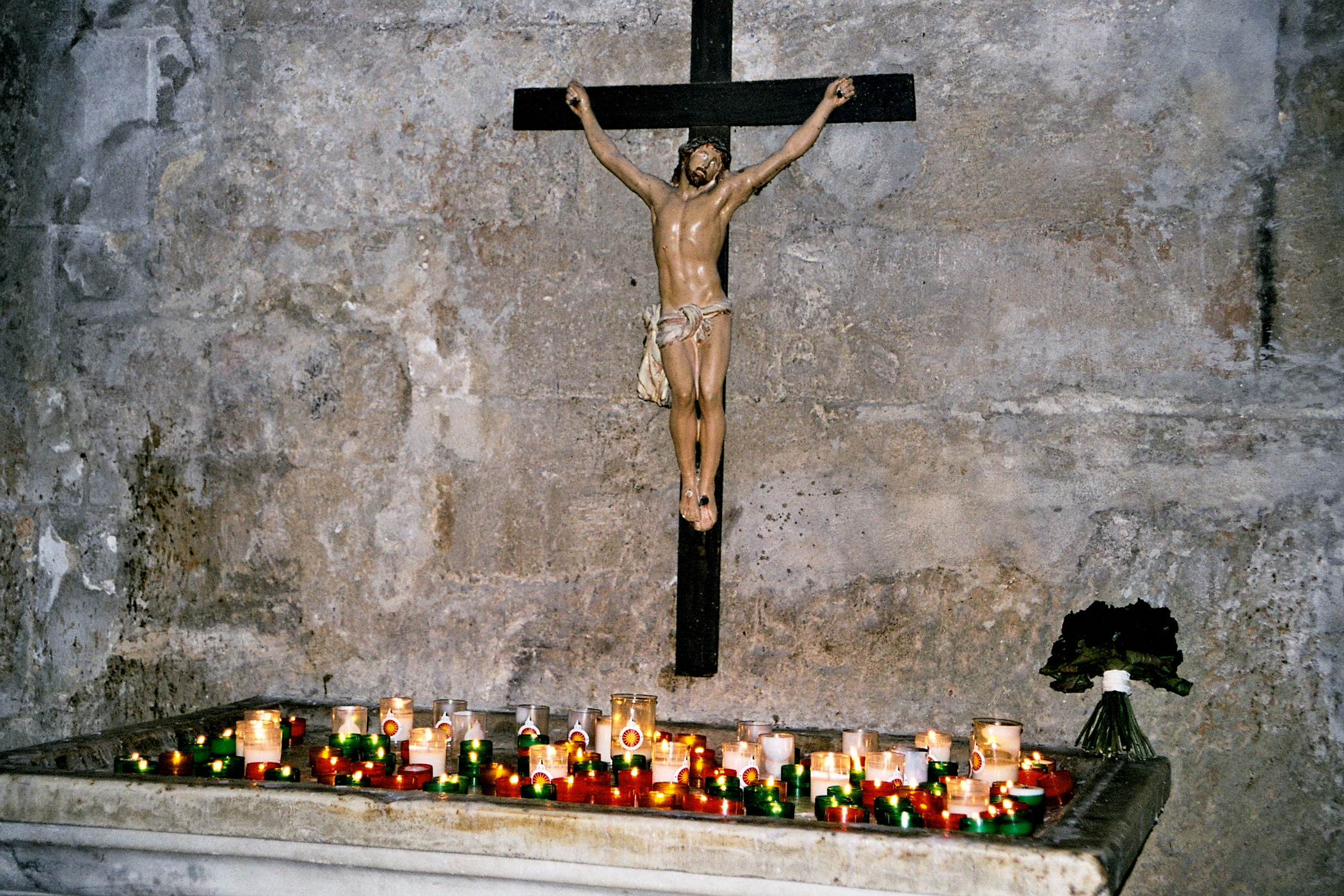
Crucifix dans l'église Saint-Vincent.
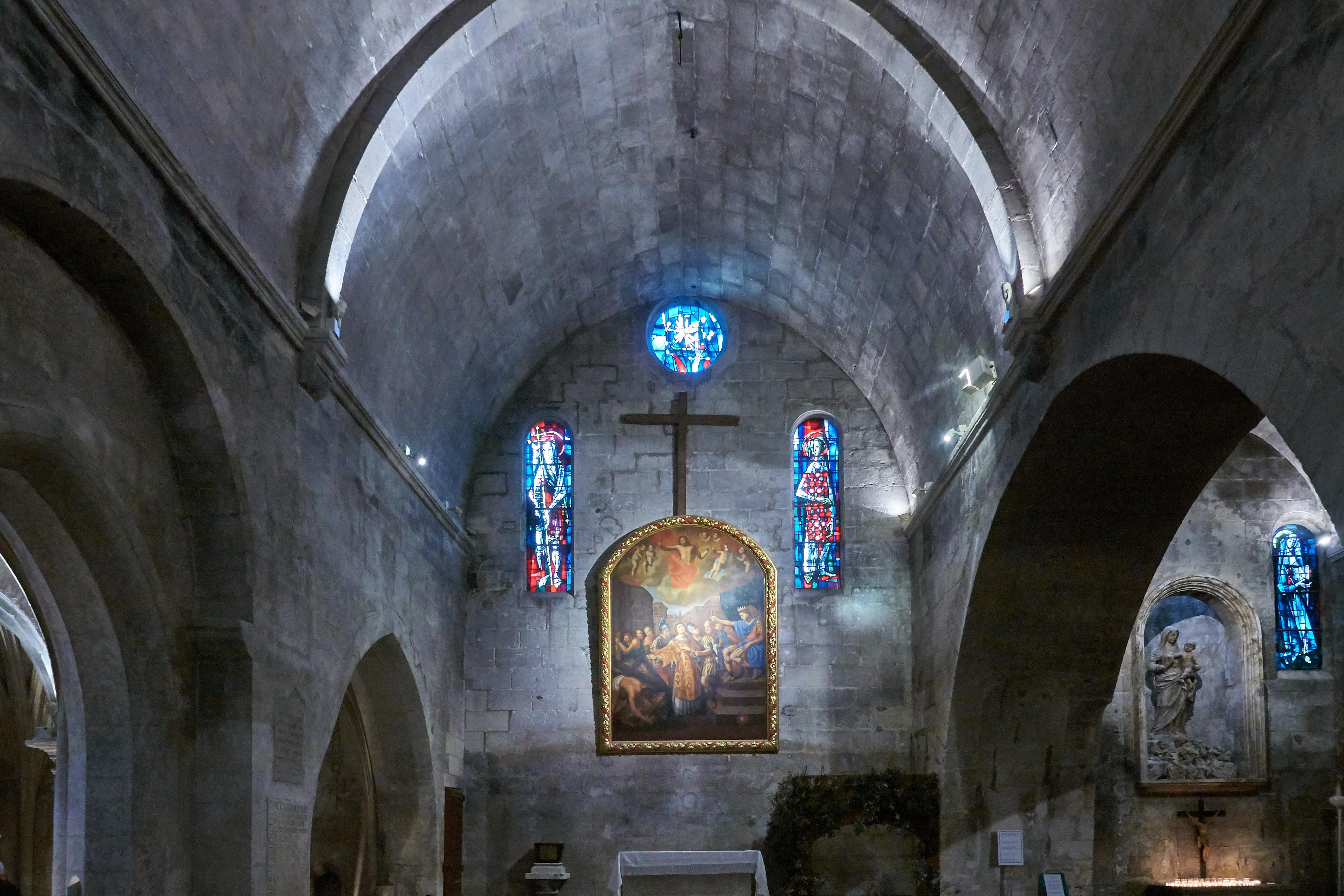
Nef de l'église.
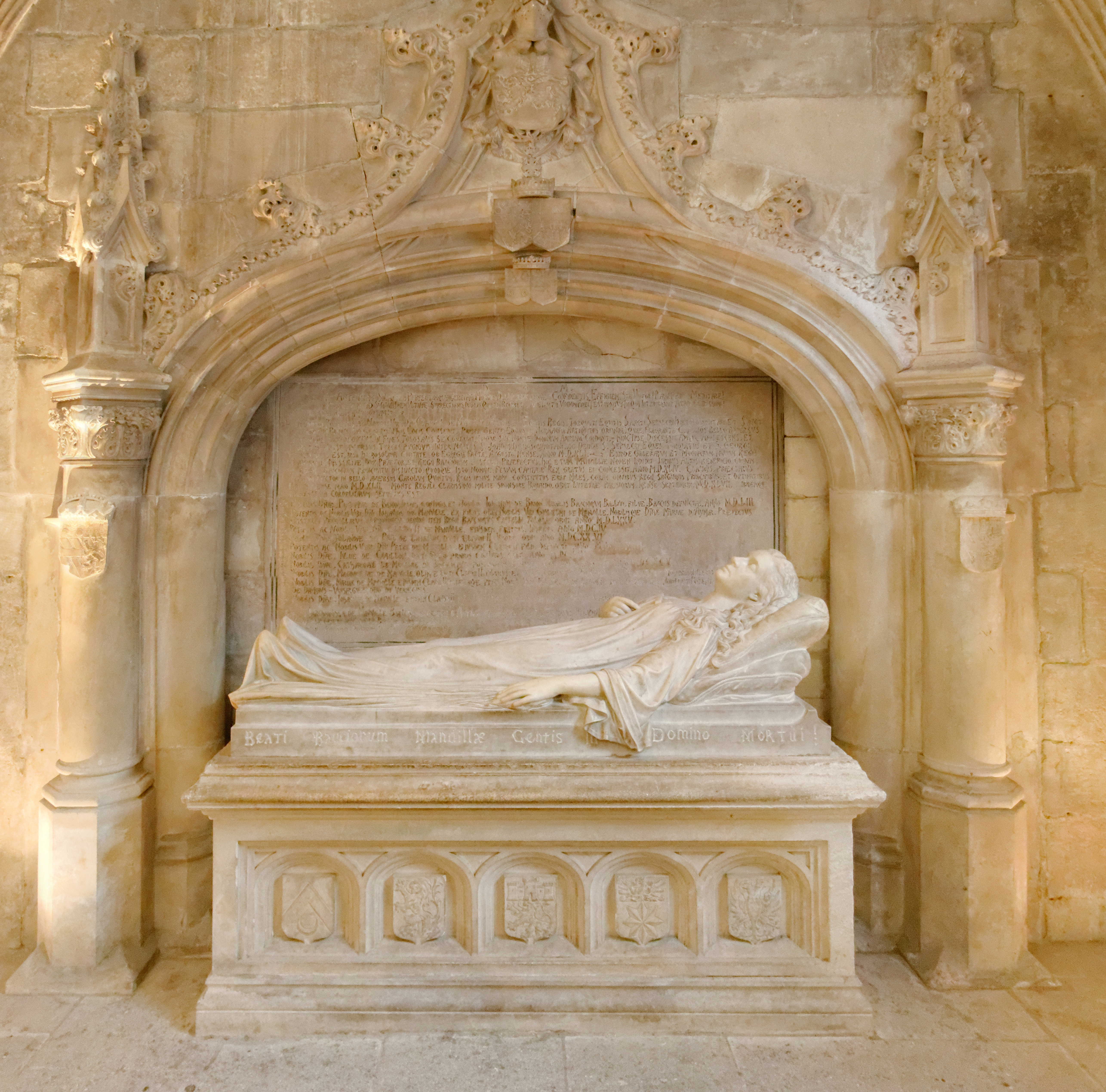
Cénotaphe de Manville, église Saint-Vincent.
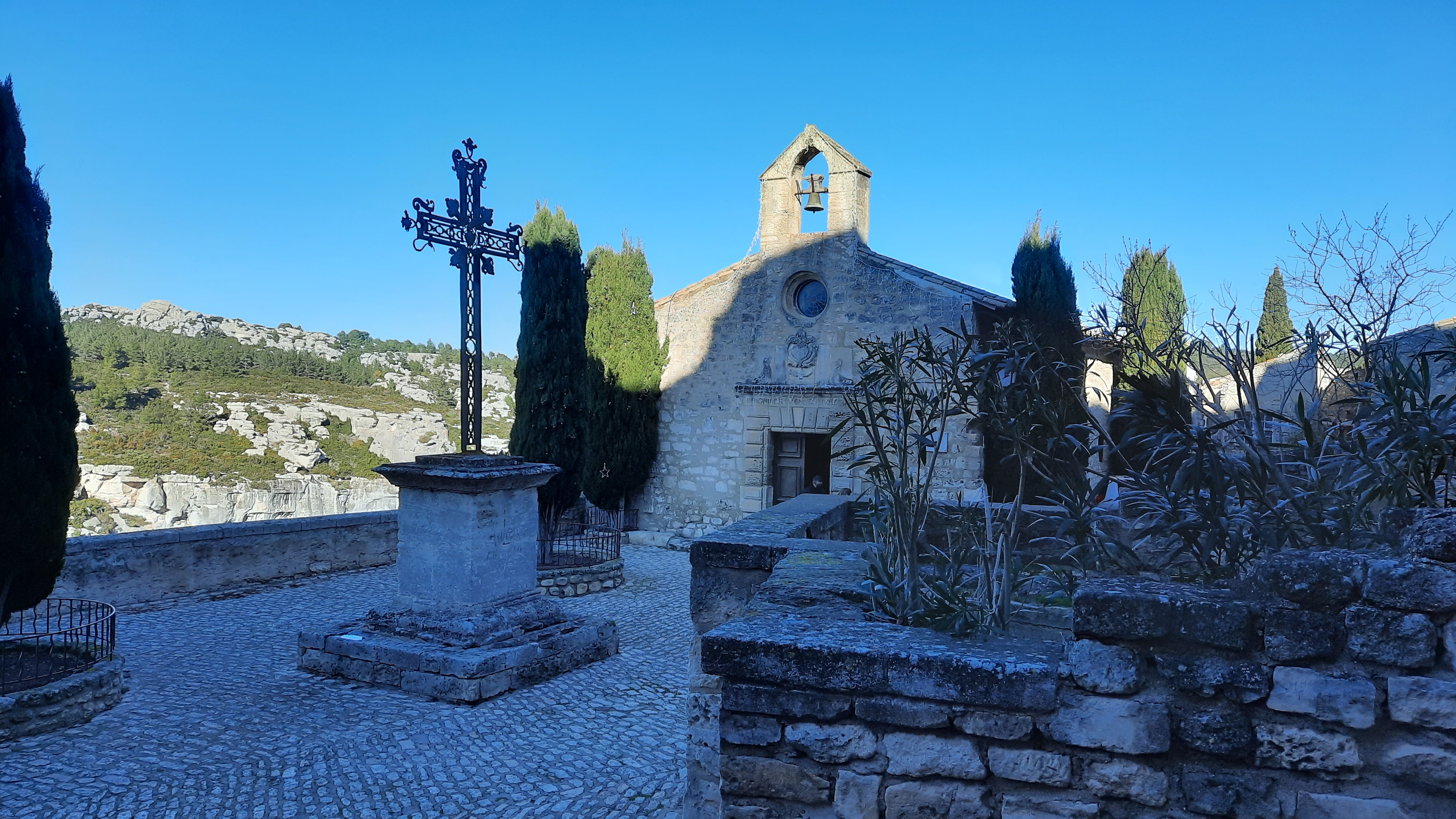
Croix sur la place St Vincent.